# Рокко (лунный кратер)
Кратер Рокко (лат. Rocco), не путать с кратером Рокка (лат. Rocca), — маленький ударный кратер в восточной части Океана Бурь на видимой стороне Луны. Название присвоено по итальянскому мужскому имени и утверждено Международным астрономическим союзом в 1976 г.

## Описание кратера

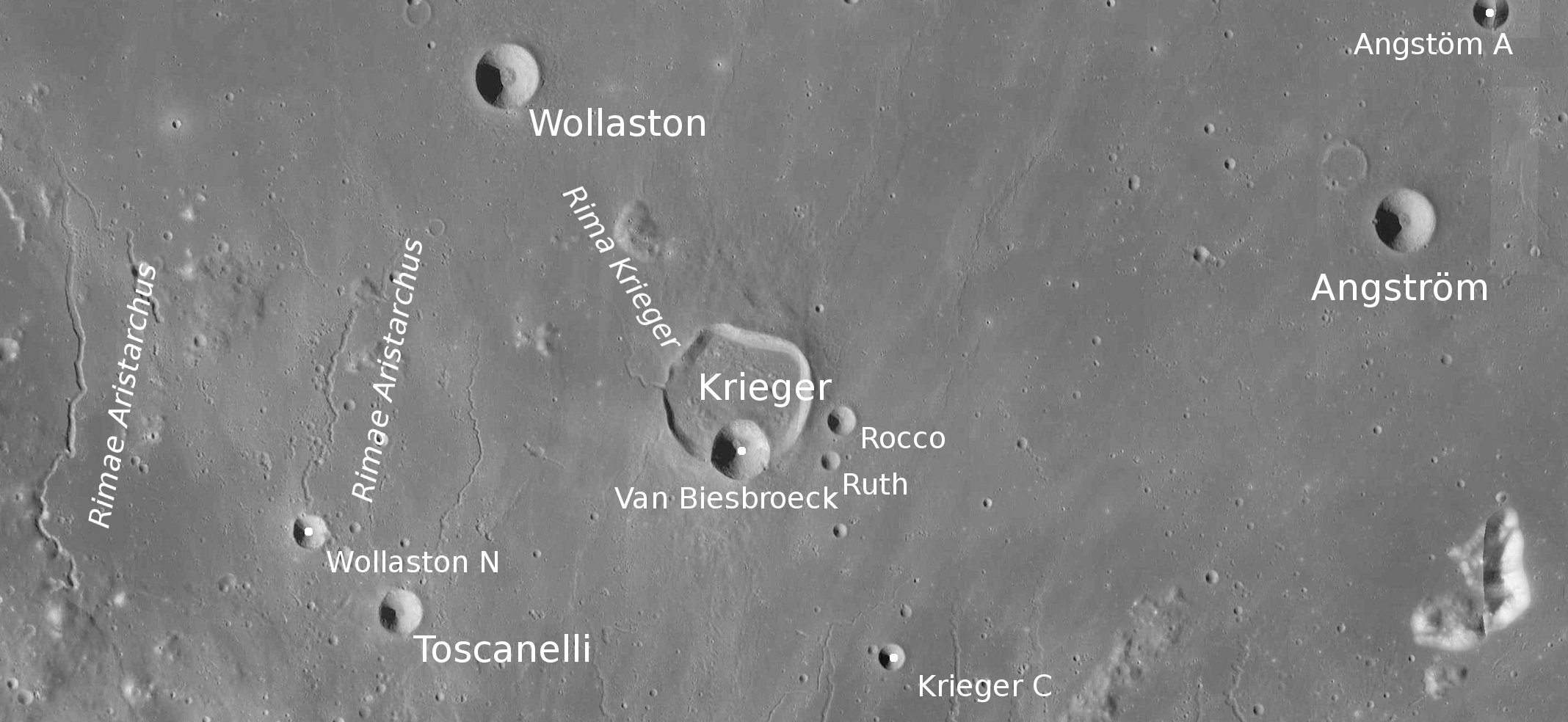
Окрестности кратера Рокко. Снимок зонда Lunar Reconnaissance Orbiter.

Ближайшими соседями кратера являются кратеры Кригер и Ван Бисбрук на западе; кратер Руфь на юге-юго-западе. На юге-юго-западе от кратера находятся борозды Аристарха; на юге-юго-востоке — борозды Принца; на юго-востоке расположены горы Харбингер. Селенографические координаты центра кратера 28°55′ с. ш. 45°00′ з. д. / 28,91° с. ш. 45° з. д., диаметр 4,4 км, глубина 700 м.

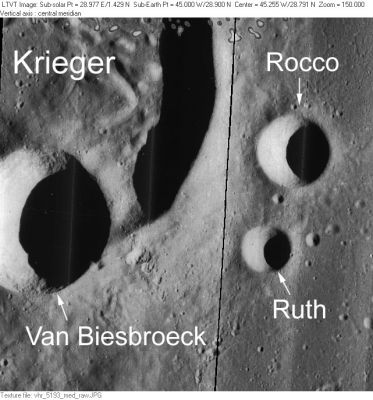
Снимок зонда Lunar Orbiter — V.

Кратер Рокко имеет циркулярную чашеобразную форму. Вал четко очерчен, внутренний склон гладкий, с высоким альбедо. Высота вала над окружающей местностью достигает 150 м, объём кратера составляет приблизительно 3 км³. По морфологическим признакам кратер относится к типу ALC (по названию типичного представителя этого класса — кратера Аль-Баттани C).
До получения собственного наименования в 1976 г. кратер имел обозначение Кригер D (в системе обозначений так называемых сателлитных кратеров, расположенных в окрестностях кратера, имеющего собственное наименование).

## Сателлитные кратеры
Отсутствуют.